# Matías Aguirregaray
Matías Aguirregaray Guruceaga (Porto Alegre, Brasil, 1 de abril de 1989) es un futbolista  uruguayo. Juega como lateral derecho en San Eugenio Fútbol Club de la Liga de Fútbol de Artigas.
Es hijo del exjugador de Peñarol, Óscar Aguirregaray y es primo hermano del arquero Gastón Guruceaga. Nació en Brasil cuando su padre jugaba en Inter de Porto Alegre, por lo que tiene  también la nacionalidad brasilera.

## Trayectoria

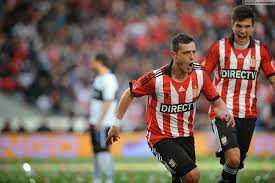
Matias Aguirregay en Estudiantes de La Plata.jpg

Matías Aguirregaray debutó profesionalmente en el Club Atlético Peñarol en el año 2008, año en el cual Peñarol se coronó campeón del Torneo Clausura. Desde ese momento se fue ganando la titularidad como un lateral derecho con velocidad, marca y proyección en el ataque. Consiguió con Peñarol el Campeonato Uruguayo 2009-10, marcando el gol del conjunto mirasol en la segunda final ante Nacional que finalizaría 1 a 1.
En la siguiente temporada, se fue a mitad del semestre a España para jugar en el Tarrasa mientras conseguía la nacionalidad española. Fue luego fichado por el Palermo de Italia para la temporada 2011-12, donde debutó el 21 de septiembre frente al Cagliari. Tras un año en el club italiano, pasó al CFR Cluj de Rumania, donde permaneció durante la última mitad del 2012. 
Retornó a Peñarol en enero de 2013 y logró el Campeonato Uruguayo 2012-13. En el Torneo Clausura 2013 volvió a convertirle a Nacional en un partido clásico que ganaría Peñarol 3 a 0. En julio del mismo año, firmó contrato con el club Estudiantes de La Plata, donde estuvo hasta mitad de 2015. 
Regresó nuevamente a Peñarol donde ganó el Campeonato Uruguayo 2015-16. En el campeonato marcó 5 goles, entre ellos le anotó un gol a Nacional en los dos clásicos de la temporada, en el empate 1 a 1 del Torneo Apertura 2015 y en el empate 2 a 2 del Torneo Clausura 2016, ambos muy importantes.
Volvió a Estudiantes en 2016 que lo traspasó al Club Tijuana de la Primera División de México por una cantidad de 1,8 millones de euros. En enero de 2018 fue cedido a UD Las Palmas de la Primera División de España.
Luego de su corto paso por Deportivo Maldonado de la Primera División de Uruguay, ejecutó su cláusula de salida para formar parte de las filas de Estudiantes de La Plata de la Primera División de Argentina, equipo en el cual cumple su tercer ciclo luego de haber jugado en 2013-2015 y en 2016-2017 donde fue dirigido por Mauricio Pellegrino, Gabriel Milito y Nelson Vivas. Curiosamente, sus únicos dos goles jugando para el Deportivo Maldonado fueron ante Montevideo City Torque en un doblete que terminó dándole la victoria a su equipo por 3-2.
Para la temporada 2022 retorna a Peñarol para cumplir su tercer ciclo en el club. Con el conjunto mirasol logró ganar la Supercopa Uruguaya 2022. Permaneció en el club hasta diciembre de 2023.

## Selección nacional
Ha sido internacional con la Selección de fútbol de Uruguay Sub-20 durante el Campeonato Sudamericano Sub-20 de 2009 bajo la dirección del entrenador Diego Aguirre, siendo capitán en del equipo en este torneo y anotando un gol frente a Colombia. Consiguió clasificarse a la Copa Mundial de Fútbol Sub-20 de 2009, el cual disputó como titular, llegando a los octavos de final del torneo.
El 9 de julio de 2012 fue incluido en la lista de 18 jugadores que participaron del Torneo masculino de fútbol en las Olimpiadas de Londres 2012. Por otra parte, el 14 de noviembre de ese mismo año debutó con la selección absoluta frente a Polonia, siendo titular en la victoria por 3-1 de la selección uruguaya.

### Participaciones en Copas del Mundo
| Mundial                               | Sede   | Resultado        | Partidos | Goles |
| ------------------------------------- | ------ | ---------------- | -------- | ----- |
| Copa Mundial de Fútbol Sub-20 de 2009 | Egipto | Octavos de final | 4        | 0     |

### Participaciones en Juegos Olímpicos
|                                  | Sede        | Resultado    | Partidos | Goles |
| -------------------------------- | ----------- | ------------ | -------- | ----- |
| Juegos Olímpicos de Londres 2012 | Reino Unido | Primera Fase | 3        | 0     |

### Participaciones en Copa Confederaciones
| Copa                      | Sede   | Resultado    | Partidos | Goles |
| ------------------------- | ------ | ------------ | -------- | ----- |
| Copa Confederaciones 2013 | Brasil | Cuarto lugar | 1        | 0     |

## Estadísticas

### Clubes
Actualizado al último partido jugado el 23 de febrero de 2025.
| Club                 | País           | Año       | Partidos | Goles | Asistencias | Prom. |
| -------------------- | -------------- | --------- | -------- | ----- | ----------- | ----- |
| Peñarol              | Uruguay        | 2008-2010 | 70       | 2     | 1           | 0.03  |
| Palermo              | Italia         | 2011-2012 | 13       | 0     | 1           | 0     |
| CFR Cluj             | Rumania        | 2012      | 14       | 3     | 1           | 0.21  |
| Peñarol              | Uruguay        | 2012-2013 | 20       | 2     | 0           | 0.1   |
| Estudiantes          | Argentina      | 2013-2014 | 51       | 3     | 2           | 0.06  |
| Peñarol (cedido)     | Uruguay        | 2015-2016 | 35       | 5     | 0           | 0.14  |
| Estudiantes          | Argentina      | 2016-2017 | 33       | 6     | 0           | 0.18  |
| Club Tijuana         | México         | 2017      | 15       | 0     | 0           | 0     |
| UD Las Palmas        | España         | 2017-2018 | 15       | 0     | 0           | 0     |
| Al-Fateh             | Arabia Saudita | 2018-2020 | 52       | 5     | 3           | 0.1   |
| Deportivo Maldonado  | Uruguay        | 2021      | 9        | 2     | 0           | 0.22  |
| Estudiantes          | Argentina      | 2021      | 16       | 0     | 0           | 0     |
| Peñarol              | Uruguay        | 2022-2023 | 58       | 0     | 5           | 0     |
| Miramar Misiones     | Uruguay        | 2024      | 7        | 0     | 0           | 0     |
| Montevideo Wanderers | Uruguay        | 2024-2025 | 11       | 0     | 1           | 0     |
| Total                | Total          | Total     | 419      | 28    | 14          | 0.07  |

## Palmarés

### Títulos nacionales
| Título                  | Club    | País    | Año     |
| ----------------------- | ------- | ------- | ------- |
| Torneo Clausura (1)     | Peñarol | Uruguay | 2010    |
| Campeonato Uruguayo (1) | Peñarol | Uruguay | 2009-10 |
| Torneo Apertura (1)     | Peñarol | Uruguay | 2012    |
| Campeonato Uruguayo (2) | Peñarol | Uruguay | 2012-13 |
| Torneo Apertura (2)     | Peñarol | Uruguay | 2015    |
| Campeonato Uruguayo (3) | Peñarol | Uruguay | 2015-16 |
| Supercopa Uruguaya (1)  | Peñarol | Uruguay | 2022    |
| Torneo Apertura (3)     | Peñarol | Uruguay | 2023    |